# منصور عسومانی
منصور عسومانی (انگلیسی: Mansour Assoumani؛ زادهٔ ۳۰ ژانویهٔ ۱۹۸۳) بازیکن فوتبال اهل فرانسه است.
از باشگاه‌هایی که در آن بازی کرده‌است می‌توان به اشپورت فقاند زیگن، باشگاه فوتبال لیدز یونایتد، باشگاه ورزشی مون‌پلیه، باشگاه فوتبال ورکسام، باشگاه فوتبال زاربروکن، و باشگاه فوتبال استوک‌پورت کانتی اشاره کرد.
وی همچنین در تیم ملی فوتبال County of Nice بازی کرده‌است.